# Grammia intermedia
Grammia intermedia är en fjärilsart som beskrevs av Richard Harper Stretch 1874. Grammia intermedia ingår i släktet Grammia och familjen björnspinnare. Inga underarter finns listade i Catalogue of Life.